# Jean Le Moal

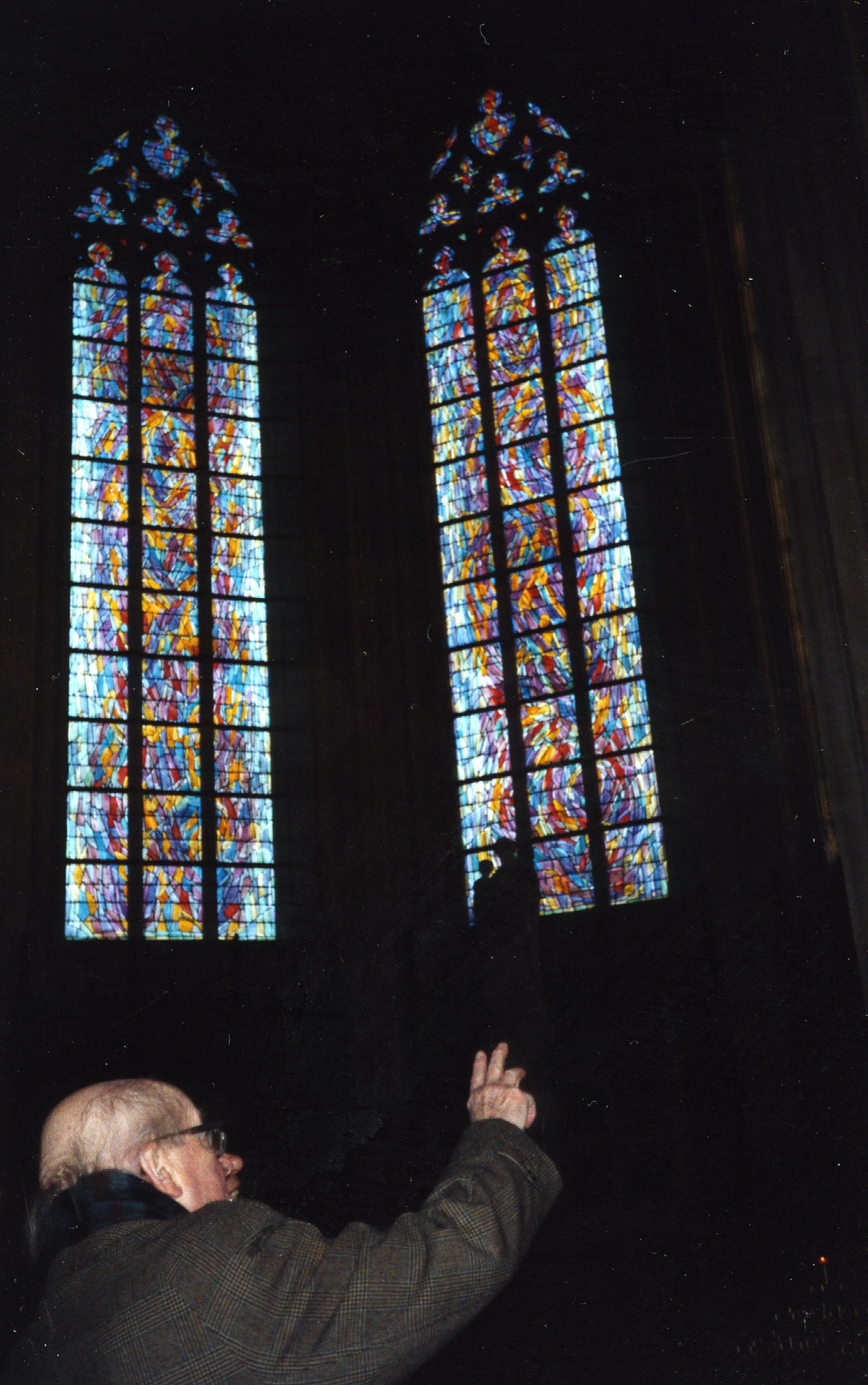
Le Moal in de kathedraal Saint-Pierre van Nantes (1991)

Jean Le Moal (Authon-du-Perche, 30 oktober 1909 – Chilly-Mazarin, 16 maart 2007) was een Franse schilder en beeldhouwer.

## Leven en werk

### 1909-1939
Le Moal werd geboren in Authon-du-Perche, maar groeide op in de departementen Ardèche en Haute-Savoie, bij zijn grootouders in de regio Bretagne en op kostschool in Annecy. Hij volgde vanaf 1926 een studie architectuur aan de École des beaux-arts de Lyon in Lyon, maar zijn belangstelling ging meer uit naar beeldhouwkunst en binnenhuisarchitectuur. In 1929 vertrok hij naar Parijs, waar hij in diverse ateliers in de wijk Montmartre werkte. Hij maakte kennis met het kunstenaarsmilieu en sloot vriendschap met Alfred Manessier. Samen gingen zij in 1935 naar het atelier van de schilder Roger Bissière aan de Académie Ranson, waar hij met Étienne Martin en François Stahly eveneens de beeldhouwlessen volgde van Charles Malfray en Aristide Maillol. In 1936 sloot Le Moal zich aan bij de in Lyon opgerichte kunstenaarsgroepering Temoignage. Met onder anderen Manessier, Jean Bazaine, Martin en Stahly exposeerde hij in 1938 en 1939 in Parijs. Ook nam hij met werk deel aan de Salon d'Automne van 1938.

### Tijdens en na de Tweede Wereldoorlog
Tijdens de Tweede Wereldoorlog deed Le Moal mee aan het door Galerie Braun georganiseerde protest tegen het beleid rond de zogenaamde Entartete Kunst, tijdens de expositie van abstracte kunstenaars Jeunes peintres de tradition Française van 1941. Gedurende deze periode ontstond wat men later is gaan noemen de Nouvelle École de Paris. Vanaf 1956 ging Le Moal zich meer wijden aan monumentale- en beeldhouwkunst, met name leverde hij een grote bijdrage als ontwerper van glas-in-loodvensters onder andere voor de kathedraal Saint-Vincent van Saint-Malo (1968-1971), de kathedraal Saint-Pierre van Nantes (1978-1990) en de kathedraal Saint-Dié van Saint-Dié-des-Vosges (1985-1987). In 1959 werd hij uitgenodigd voor deelname aan documenta II in Kassel.
De kunstenaar leefde en werkte tot op hoge leeftijd in zijn woning/atelier in Alba-la-Romaine in de Ardèche. Hij overleed op 16 maart 2007 in Chilly-Mazarin en werd begraven op de Cimetière du Montparnasse in Parijs.

## Werken
Het werk van Le Moal bevindt zich in vele Franse musea, alsmede onder andere in Duitsland, Engeland, Zweden, Noorwegen, Luxemburg en Zwitserland.